# Raststätte Mile 81
Raststätte Mile 81 (orig.: Mile 81) ist eine 80-seitige Kurzgeschichte von Stephen King, die am 1. September 2011 als E-Book erschien (ab 3. September auch außerhalb der USA). Ende November 2011 erschien die deutsche Übersetzung ebenfalls als E-Book.
2016 erschien sie gedruckt in der Kurzgeschichtensammlung Basar der bösen Träume.

## Inhalt
Bei Meile 81 des Interstate 95-Highways in Maine befindet sich ein geschlossener Rastplatz, wo Teenager Alkohol trinken und den für sie üblichen Blödsinn veranstalten. Obwohl einige Schilder klarmachen, dass der Rastplatz geschlossen ist, biegt ein Kombi dort ein. Er ist schlammbedeckt, obwohl es in Neuengland seit über einer Woche nicht geregnet hat, und auch wenn die Fahrertür sich öffnet, steigt niemand aus. Das Auto erregt die Aufmerksamkeit mehrerer Autofahrer – manche sind hilfsbereit genug, anzuhalten, da sie vermuten, es könne sich um einen Autofahrer mit einer Panne handeln; mit fatalen Folgen. Jeder, der auf das Auto zugeht und sich ihm nähert, wird davon gefressen. Der zehnjährige Pete Simmons, der im Gebäude einen Alkoholrausch ausgeschlafen hatte, richtet sein Vergrößerungsglas zwischen die Sonne und das Auto und treibt es – bedingt durch den gebündelten Strahl – in die Flucht in den Himmel.

## Sonstiges
Die Veröffentlichung beim Verlagshaus Simon & Schuster ist nur als E-Book und als Hörbuch erhältlich. Die Erstausgabe des E-Books enthält einen Auszug des Romans Der Anschlag (im Original 11/22/63). Im November 2012 ist die deutsche Hörbuchfassung auf drei CDs inklusive der Kurzgeschichte Die Düne erschienen; die Leserin ist Mechthild Großmann.

## Verknüpfungen zu anderen Werken
- Auch in Der Buick wird ein herrenloses Auto zur tödlichen Falle.
- Der zehnjährige Pete Simmons hat die jüngste Ausgabe von American Vampire dabei, als er an Meile 81 streunert; dies ist ein Comic-Projekt, an dem Stephen King wesentlich beteiligt war.
- Officer Jimmy Golding denkt an den Film Christine, als er sich dem seltsamen Wagen nähert.

## Filmadaption
Das Buch wird zusammen mit den anderen King-Werken The Reaper’s Image, N. und The Monkey im Anthologiefilm The Reaper’s Image unter der Regie von Mark Pavia verfilmt.